# HMS Severn (N57)
Pour les autres navires du même nom, voir HMS Severn.
Le HMS Severn (pennant number : N57) est un sous-marin océanique de classe River. Il fut construit pour la Royal Navy par Vickers-Armstrongs à Barrow-in-Furness et lancé le 16 janvier 1934. Il a été achevé le 12 janvier 1935.

## Conception
La classe River était la dernière tentative de l’Amirauté de produire des « sous-marins de la flotte », des sous-marins assez rapides pour opérer dans le cadre d’une flotte, ce qui signifiait à l’époque être capable de naviguer autour de 20 nœuds (37 km/h) en surface. Les tentatives précédentes avaient été les sous-marins à vapeur de classe K et les grands sous-marins de classe M aux canons de 12 pouces (305 mm). La classe M était des coques de classe K re-motorisées avec des moteurs Diesel et modifiés pour embarquer un unique canon naval de 12 pouces (305 mm) directement en avant du kiosque.
Les plans ont été élaborés à la fin des années 1920 et trois navires ont été construits par Vickers à Barrow-in-Furness : le HMS Thames en 1932, et les HMS Severn et HMS Clyde en 1935. Les deux derniers étaient un peu plus grands que le Thames. Initialement, 20 unités étaient prévues, mais des changements de stratégie et des considérations de coût ont limité la classe à seulement trois bâtiments.
La conception sacrifiait la profondeur de plongée pour réduire le poids et augmenter la vitesse. Les navires avaient une profondeur de plongée de sécurité d’environ 300 pieds (90 m), très inférieure à celle de la classe Odin précédente qui atteignait 500 pieds (150 m). Ils étaient propulsés par deux moteurs diesel délivrant 8 000 ch (6 000 kW). Deux moteurs Ricardo entraînaient des générateurs qui suralimentaient les diesels jusqu’à 10 000 ch (7 500 kW). Cela leur donnait une vitesse en surface de 22,5 nœuds (41,7 km/h) et 10 nœuds (19 km/h) en immersion. Au moment de son lancement, la classe River était les sous-marins les plus rapides du monde en surface. 
Il transportait un effectif de 60 membres d’équipage et était armé d’un canon de 4 pouces (102 mm), de deux mitrailleuses et de six tubes lance-torpilles de 21 pouces (533 mm). Le déplacement du HMS Severn était de 1850 tonnes en surface et 2710 tonnes en immersion.

## Engagements
Le déclenchement de la Seconde Guerre mondiale a trouvé le HMS Severn en mer Méditerranée avec la 1ère flottille de sous-marins stationnée à Malte. En septembre 1939, il a été transféré en Afrique de l'Ouest et stationné à Freetown, pour servir d’escorte aux convois, les prémunissant contre les raiders de surface.
En mars 1940, le HMS Severn est retourné dans les eaux territoriales et a été employé à des patrouilles d’interception dans la mer du Nord. Cela impliquait la recherche de sous-marins, de raiders de surface et de forceurs de blocus, et il a été actif à ce titre pendant la campagne de Norvège. En mai 1940, il coula le voilier suédois Monark, qui avait été remis en service par les Allemands.
En mai 1941, le HMS Severn est réaffecté à Gibraltar avec la 8e flottille de sous-marins. Au cours de cette période, il a effectué plusieurs patrouilles en Méditerranée occidentale, et il a également navigué avec le convoi HG 69 comme escorte océanique. En juin 1941, le HMS Severn a tiré sur un sous-marin italien de classe Argonauta. Il a ensuite coulé les navires marchands italiens Polinnia et Ugo Bassi. En août, il attaque un sous-marin non identifié,,
Il était l’un des nombreux sous-marins commandés pour suivre le cuirassé allemand Bismarck avant son naufrage final.
En 1942, le HMS Severn retourna dans les eaux territoriales, où il travaillait de nouveau à des tâches d’interception.
En mai 1943, il retourne en Méditerranée pour participer aux opérations navales menant à l’invasion de la Sicile (opération Husky). Après cela, il a été stationné à Haïfa, et a pris part à des opérations de secours à la garnison de Leros pendant la campagne du Dodécanèse.
En janvier 1944, le HMS Severn est affecté à la Eastern Fleet, rejoignant en mai 1944 la 2e flottille de sous-marins à Trincomalee. Là, il a participé à des patrouilles d’interception dans l’océan Indien. Cela a continué jusqu’à la fin des hostilités avec le Japon en août 1945.
Le Jour de la victoire sur le Japon a trouvé le HMS Severn à Ceylan, où il a été payé et mis hors service. Ayant survécu à la Seconde Guerre mondiale, il a été vendu pour démolition en 1946 à T. Hassanally, de Bombay.